# Wadym Iwanow
Wadym Wałentynowycz Iwanow, ukr. Вадим Валентинович Іванов (ur. 15 grudnia 1985 w Bojarce, w obwodzie kijowskim) – ukraiński futsalista, zawodnik Berlandu Komprachcice, były reprezentant Ukrainy, posiada tytuł Mistrza Sportu.

## Kariera piłkarska
Wadym Iwanow to wychowanek ukraińskiego CSKA Kijów. W 2001 roku został zawodnikiem klubu Kyj Kijów, dla którego w 62 meczach zdobył 29 bramek. Kolejny klub Ukraińca to występujący w rosyjskiej Super League MFK Mytiszczi, dla którego w 54 meczach strzelił 21 bramek. W latach 2009–2010 Iwanow był zawodnikiem białoruskiego Witenu Orsza, z którym w sezonie 2008/2009 zdobył Mistrzostwo Białorusi, a sezon później występował w UEFA Futsal Cup, w którym zdobył jedną bramkę. W sumie dla białoruskiej drużyny strzelił 24 bramki w 39 meczach. W sezonie 2010/2011 w pierwszej rundzie był zawodnikiem ukraińskiego MFK Łokomotyw Charków, a w drugiej rundzie ŁTK Ługańsk, z którym zdobył trzecie miejsce w Ekstra-lidze. Jesienią 2011 roku został zawodnikiem polskiego Red Devils Chojnice, dla którego strzelił 28 bramek. W drugiej części sezonu 2012/2013 i pierwszej sezonu 2013/2014 był zawodnikiem walczącego o utrzymanie w lidze ukraińskiej Sportlider Chmielnicki. W lutym 2014 wrócił do Red Devils Chojnice i w sześciu meczach strzelił cztery bramki. W sezonie 2015/2016 ze swoją drużyną sięgnął po Puchar Polski. W latach 2016–2020 był zawodnikiem Cleareksu Chorzów, z którym zdobył m.in. Puchar Polski. Od drugiej rundy sezonu 2019/2020 jest zawodnikiem pierwszoligowego Berlandu Komprachcice.

## Kariera reprezentacyjna
Wystąpił w 25 meczach reprezentacji Ukrainy, w których strzelił 11 bramek.